# MediaWiki
MediaWiki er et webbaseret wiki-computerprogram, der anvendes af alle Wikimedia Foundations projekter, og mange andre wiki'er, hvoraf nogle er store og populære. Wikia, som er en hjemmeside hvor alle kan lave deres egen wiki – nemt og hurtigt, bruger bl.a. en gren af MediaWiki
Oprindeligt blev MediaWiki udviklet til den frie encyklopædi Wikipedia, men anvendes i dag også af virksomheder som et internt knowledge management- eller content management-system.  Eksempelvis anvendes MediaWiki af Novell til flere velbesøgte websteder, som ikke kan redigeres af offentligheden.
MediaWiki er skrevet i programmeringssproget PHP, og kan anvende enten en MySQL- eller PostgreSQL-relationel database. Programmet distribueres under betingelserne i GNU General Public License, hvilket gør det til fri software.